# Цзян Вэнь
Цзян Вэнь (кит. 姜文, пиньинь Jiāng Wén, род. 5 января 1963) — китайский актер, кинорежиссер, монтажёр, преподаватель, продюсер и сценарист. Его младший брат Цзян У также является актером.

## Биография
Родился 5 января 1963 года в Таншане (провинция Хэбэй) в семье военного. В возрасте 6 лет переехал в Пекин, ибо его отца перевели туда на службу.
С 1980 по 1984 год учился в Центральном театральном институте Китая.
С 1984 года начал актерскую карьеру, как в театре (Китайский молодёжный театр), так и в кино, при этом до 1986 года он гастролировал вместе с театром.
Первая кинороль — наследник трона Пу И в фильме «Последняя императрица» (кит. 末代皇后, 1986).
Благодаря удачному дебюту Цзян Вэня в 1986 году приглашает на главную мужскую роль в новом фильме «Поселок Фужун» (кит. 芙蓉镇) известный режиссёр Се Цзинь. Сразу следом за этим в 1987 году Чжан Имоу приглашает его на главную роль в фильме «Красный гаолян». Благодаря успеху фильма Чжан Имоу как в Китае, так и за рубежом Цзян Вэнь стал одним из ведущих китайских актеров.
Позднее Цзян Вэнь снялся в ещё одном фильме Чжан Имоу — «Сохраняй спокойствие» (кит. 有話好好說, 1997).
Как сценарист и режиссёр дебютировал в 1995 году с фильмом «Солнечные дни» (кит. 阳光灿烂的日子). За режиссёрскую работу над этим фильмом удостоился награды на тайваньском кинофестивале «Золотая лошадь» (1996). Также фильм возглавил рейтинг лучших десяти фильмов мира за 1995 год по версии журнала «Time».
В настоящее время преподаёт актёрское мастерство, а также является профессором Центральной Академии драматического искусства.

## Фильмография

### Актёр
| Год  |   | Русское название                    | Оригинальное название        | Роль                            |
| ---- | - | ----------------------------------- | ---------------------------- | ------------------------------- |
| 1986 | ф | Последняя императрица               | 末代太后                     | Пу И / 溥仪                     |
| 1987 | ф | В долине лотосов                    | 芙蓉镇                       | Цинь Шутянь / 秦书田            |
| 1987 | ф | Залитый слезами свадебный паланкин  | Le Palanquin des larmes      | Вэй И / Wei Hi                  |
| 1987 | ф | Красный гаолян                      | 红高粱                       | дедушка / 我爷爷                |
| 1988 | ф | Весенний персик                     | 春桃                         | Лю Сянгао / 刘向高              |
| 1989 | ф | Чёрный снег                         | 本命年                       | Ли Хуэйцюань / 李慧泉           |
| 1990 | ф | Императорский евнух Ли Ляньин       | 大太监李莲英                 | Ли Ляньин / 李莲英              |
| 1992 | ф |                                     | 龙腾中国 / 狭路英豪          |                                 |
| 1993 | с | Пекинец в Нью-Йорке                 | 北京人在纽约                 | Ван Цимин / 王起明              |
| 1995 | ф | Солнечные дни                       | 阳光灿烂的日子               | Ма Сяоцзюнь (взрослый) / 马小军 |
| 1996 | ф | Тень императора                     | 秦颂                         | Ин Чжэн / 嬴政                  |
| 1996 | ф | Сохраняй спокойствие                | 有话好好说                   | Сяо Шуай / 小帅                 |
| 1997 | ф | Сёстры Сун                          | 宋家皇朝                     | Чарли Сун / 宋查理              |
| 1997 | с |                                     | 一场风花雪月的事             |                                 |
| 2000 | ф | Демоны явились                      | 鬼子来了                     | Ма Дасань / 马大三              |
| 2002 | ф | Пропавшее оружие                    | 寻枪                         | Ма Шань / 马山                  |
| 2003 | ф | Зелёный чай                         | 绿茶                         | Чэнь Минлян / 陈明亮            |
| 2003 | ф | Герои Неба и Земли                  | 天地英雄                     | сяовэй Ли / 校尉李              |
| 2004 | ф | Жасмин раскрывается                 | 茉莉花开                     | господин Мэн / 孟先生           |
| 2004 | ф | Письмо незнакомки                   | 一个陌生女人的来信           | писатель / 作家                 |
| 2006 | с | Смута в Великой Цин                 | 大清风云                     | Хун Тайчжи / 皇太极             |
| 2007 | ф | И солнце снова взойдёт              | 太阳照常升起                 | Тан Юйлинь / 唐雨林             |
| 2009 | ф | Великое дело основания государства  | 建国大业                     | Мао Жэньфэн / 毛人凤            |
| 2010 | ф | Пусть летят пули                    | 让子弹飞                     | Рябой Чжан / 张麻子             |
| 2011 | ф | Потерянный мастер клинка            | 关云长                       | Цао Цао / 曹操                  |
| 2014 | ф | Унесённые пулями                    | 一步之遥                     | Ма Цзоужи / 马走日              |
| 2016 | ф | Изгой-один. Звёздные войны: Истории | Rogue One: A Star Wars Story | Бейз Мальбус                    |
| 2018 | ф | Злу никогда не победить добра       | 邪不压正                     | Лань Цинфэн / 蓝青峰            |

### Режиссёр
| Год  |   | Название                      | Примечание          |
| ---- | - | ----------------------------- | ------------------- |
| 1995 | ф | Солнечные дни                 | Режиссёр, сценарист |
| 2000 | ф | Демоны явились                | Режиссёр, сценарист |
| 2007 | ф | И солнце снова взойдёт        | Режиссёр, сценарист |
| 2008 | ф | Нью-Йорк, я люблю тебя        | Режиссёр            |
| 2010 | ф | Пусть летят пули              | Режиссёр, сценарист |
| 2014 | ф | Унесённые пулями              | Режиссёр            |
| 2018 | ф | Злу никогда не победить добра | Режиссёр, сценарист |